# Roodstaartmiervogel
De roodstaartmiervogel (Drymophila genei) is een zangvogel uit de familie Thamnophilidae (miervogels).

## Kenmerken
De witbrauwmiervogel bereikt een lichaamslengte van 14 centimeter. De soort vertoont seksuele dimorfie. Het mannetje heeft een voornamelijk zwart-wit verenkleed, terwijl die bij het vrouwtje voornamelijk bruin is. Beide geslachten hebben een witte wenkbrauw(streep). Verder worden beiden gekenmerkt door rode vleugels en staart.

## Verspreiding en leefgebied
Deze vogel is endemisch in Brazilië en komt voor in de zuidoostelijke staten Espírito Santo, Minas Gerais, Rio de Janeiro en São Paulo. De natuurlijke habitats zijn subtropische of tropische laagland bossen, secundaire bossen en subtropische of tropische bergbossen op een hoogte van 1000 tot 2200 meter boven zeeniveau in het bioom Atlantisch Woud.

## Status
De grootte van de populatie wordt geschat op 6000-58.000 volwassen vogels. Door habitatverlies nemen de aantallen – hetzij minder snel – af. Om deze redenen staat de roodstaartmiervogel als niet bedreigd op de Rode Lijst van de IUCN.